# گرتزرید
شهر گرتزریددر ایالت بایرن در کشور آلمان واقع شده‌است.